# Guo Occidental
1046 av.J.-C. – 767 av.J.-C.
Entités précédentes :
- dynastie Shang

Entités suivantes :
- État de Qin

Le Guo Occidental (chinois : 西虢 ; pinyin : Xī Guó), ou Guo de l'Ouest est un État chinois vassal de la dynastie Zhou. "Guo" désigne une parentèle qui a détenu au moins cinq territoires dans le royaume Zhou à différents moments.
Selon les anciennes chroniques qui nous sont parvenues, après que le roi Wu de Zhou ait détruit la dynastie Shang en 1046 av J.C, ses deux oncles ont reçu des terres comme récompense pour avoir aidé leur neveu à prendre le pouvoir. Un de ces territoires, connu sous le nom de Guo Occidental, est à Yongdi et l'autre, le Guo Oriental, à Zhidi (chinois : 制地). Cependant, ce récit est remis en question par des érudits modernes tels que Li Feng, qui pensent que seul le Guo Occidental a été fondé à cette époque, l'Oriental aurait été fondé plus tard, par une sous-branche de la famille régnante du Guo Occidental. Quoi qu'il en soit, au cours des générations suivantes, les dirigeants du Guo Occidental occupent des postes administratifs à la cour des rois Zhou.
En raison du harcèlement et des invasions successives par les peuples nomades des tribus Quanrong, le Guo Occidental est déplacé vers l'est, pour finalement migrer vers Sanmenxia dans la vallée du fleuve Jaune, entre Xi'an et Luoyang. Une nouvelle capitale est construite à Shangyang (上 阳), à cheval sur les deux rives dudit fleuve. Shangyang est appelé "Guo du Sud" (南 虢) et Xiayang (下 阳) "Guo du Nord" (北 虢). Les chroniques rédigées après le déménagement de la capitale sont souvent confuses concernant les relations entre les différents Guo, mais les découvertes archéologiques soutiennent l'idée que le Shangyang et Xiayang ne sont que deux sous-ensemble de l'État du Guo Occidental.
En 655 av J.C., le Guo Occidental est détruit par le duc Xian de Jin. La manière dont le duc de Jin a procédé est restée célèbre : le Duc a d'abord demandé la permission à l’État de Yu de traverser son territoire; puis, après avoir conquis Guo, il a conquis Yu. Cette tactique fait partie des trente-six stratagèmes. Guo Gong Chou, le dirigeant du Guo Occidental, s’enfuit à Luoyang, la capitale des Zhou, avec une partie de la noblesse Guo. Quelque temps plus tard, les fuyards arrivent dans l'État de Wen, où vit le beau-père de Guo Gong Chou. Par la suite, une partie de la noblesse ainsi qu'un certain nombre de civils sont capturés par l'armée Jin et emmenés dans la région qui correspond actuellement à Fenyang, dans la province du Shanxi, où ils deviennent une famille éminente du nom de Guo. Le reste du groupe s'installe dans la localité du beau-père de Gong Chou ou s’enfuit ailleurs.
Pendant ce temps, ceux qui sont restés au Guo Occidental tentent de reconstruire un nouvel État sur les ruines de l'ancien, avec l'aide du peuple Qiang. Ce nouvel État est connu sous le nom de Xiao Guo (小 虢). C'est le dernier des cinq États à avoir porté le nom de Guo.
En 687 avant notre ère, pendant la période des printemps et automnes, l'État de Qin anéantit le Xiao Guo, mettant ainsi définitivement fin à l'existence des États Guo.

## Dirigeants
| Nom                                | Autres noms                                         | Remarques |
| ---------------------------------- | --------------------------------------------------- | --- |
| Guo Shu (zh) (虢 叔)               |                                                     | Frère cadet du roi Wen de Zhou |
| Lignée intermédiaire perdue        |                                                     | |
| Duc Cheng de Guo (zh) (虢 城 公)   |                                                     | Contemporain avec le roi Mu de Zhou (régna c. 976 av. J.-C. à environ 922 avant notre ère)                                                                                    |
| Lignée intermédiaire perdue        |                                                     | |
| Duc de Guo (虢 公)                 |                                                     | Contemporain avec le roi Yi de Zhou (régna de 885 à 878 avant notre ère) |
| Duc Li de Guo (zh) (虢 厉 公)      | Changfu, duc de Guo (虢 公 長 父) Guo Zhong (虢 仲) | Dans la troisième année du règne du roi Li de Zhou (c. 874-841 av .J.C) le Duc Li a détruit la tribu barbare Huaiyi (淮夷). Le transfert de la capitale à Sanmenxia commence. |
| Duc Xuan de Guo (zh) (虢 宣 公)    | Guo Ji-zi Bai (虢 季 子 白)                         | Le roi Xuan de Zhou a envoyé une expédition punitive contre la tribu des Xianyun(猃狁) et a remporté une victoire écrasante. Le déménagement vers Sanmenxia se poursuit.      |
| Duc Wen de Guo (zh) (虢 文公)      | Guo Ji (虢 季)                                      | Est réprimandé par le roi Xuan de Zhou pour avoir omis d'enregistrer dix mille mu de terres.                                                                                  |
| Duc Shifu de Guo (zh) (虢 石 父)   | Gu, duc de Guo (虢 公 鼓)                           | La cour du roi You de Zhou est en proie à la corruption. |
| Duc Han de Guo (zh) (虢 公 翰)     |                                                     | Le roi Xie de Zhou installe sa cour à Xieyong (攜 擁). |
| Duc Jifu de Guo (zh) (虢 公 忌 父) |                                                     | Réintégré en tant que mandataire titulaire (卿士) au cours des dernières années du roi Ping de Zhou .                                                                         |
| Duc Linfu de Guo (zh) (虢 公 林父) | Guo Zhong (虢 仲)                                   | Accompagné du roi Huan de Zhou lors de la répression armée du duc Zhuang de Zheng .                                                                                           |
| Duc Chou de Guo (zh) (虢 公 醜)    | Guo Shu (虢 叔)                                     | En 655 avant notre ère, l'État du Guo Occidental est détruit par l'État de Jin .                                                                                              |